# Pastwiska (Barciany)
Pastwiska (deutsch Milchbude) ist ein Dorf in der polnischen Woiwodschaft Ermland-Masuren und gehört zur Gmina Barciany (Landgemeinde Barten) im Powiat Kętrzyński (Kreis Rastenburg).

## Geographische Lage
Pastwiska liegt in der nördlichen Mitte der Woiwodschaft Ermland-Masuren, 15 Kilometer nördlich der Kreisstadt Kętrzyn (deutsch Rastenburg).

## Geschichte
Milchbude bestand ursprünglich lediglich aus einem kleinen Gehöft und war bis 1925 ein Vorwerk im Gutsbezirk Domäne Barten im Kreis Rastenburg in Ostpreußen.
Im Jahre 1885 zählte Milchbude 33, im Jahre 1905 nur noch 6 Einwohner. Am 23. Januar 1925 wurde das Vorwerk Milchbude in die Stadtgemeinde Barten (polnisch Barciany) eingegliedert.
Als 1945 in Kriegsfolge das gesamte südliche Ostpreußen an Polen überstellt wurde, war auch Milchbude davon betroffen. Das Dorf erhielt die polnische Namensform „Pastwiska“ und ist heute eine zum Schulzenamt (polnisch Sołectwo) Ogródki (deutsch Baumgarten) gehörende Ortschaft im Verbund der Landgemeinde Barciany (Barten) im Powiat Kętrzyński (Kreis Rastenburg), bis 1998 der Woiwodschaft Olsztyn, seither der Woiwodschaft Ermland-Masuren zugehörig.

## Kirche
Vor 1945 gehörte Milchbude zur evangelischen Kirche Barten in der Kirchenprovinz Ostpreußen der Kirche der Altpreußischen Union sowie zur katholischen Kirche Rastenburg im damaligen Bistum Ermland.
Heute ist Pastwiska katholischerseits in die Herz-Mariä-Kirche Barciany im jetzigen Erzbistum Ermland eingepfarrt und gehört evangelischerseits zur Kirchengemeinde in Barciany, die eine Filialgemeinde der Johanneskirche Kętrzyn in der Diözese Masuren der Evangelisch-Augsburgischen Kirche in Polen ist.

## Verkehr
Pastwiska liegt an einer Nebenstraße, die von der Woiwodschaftsstraße 591 (frühere deutsche Reichsstraße 141) bei Barciany nach Ogródki (Baumgarten) führt. Eine Anbindung an den Bahnverkehr besteht nicht.